# Cañon City
Cañon City település az Amerikai Egyesült Államok Colorado államában, Fremont megyében, melynek megyeszékhelye is. Lakosainak száma 17 141 fő (2020. április 1.).

## Népesség
A település népességének változása:
| Lakosok száma | 16 400 | 16 679 | 17 141 |
|               | 2010   | 2016   | 2020   |